# Susanne de Navailles
Susanne de Baudéan de Neuillant de Parabere, duquesa de Navailles (1625-1700), fue una cortesana francesa. Sirvió como primera dama de honor de la reina María Teresa de Austria desde 1660 hasta 1664.

## Biografía
Hija de Charles, conde de Neuillan, contrajo matrimonio en 1651 con Philippe de Montaut-Bénac, duque de Navailles. Como primera dama de honor, Susanne era responsable de las demás damas de honor de María Teresa, mostrándose abiertamente opuesta al adulterio del rey Luis XIV con ellas, actitud que terminaría por provocar su expulsión de la corte.
Cuando Luis XIV empezó a cortejar a una de las damas de honor de la reina, Anne-Lucie de la Mothe-Houdancourt, de Navailles protestó ante el rey valiéndose de argumentos de carácter religioso. Luis XIV la reemprendió y le ordenó no interferir, sugiriéndole tener en cuenta las consecuencias de enfrentarse a él así como las ventajas de su complicidad. Tras consultar a un sacerdote, Susanne se mantuvo firme en su actitud, llevando a cabo actos para evitar la entrada del rey en las cámaras privadas de las damas de honor y llegando a colocar barras en las entradas secretas de las habitaciones con el fin de bloquear el acceso.
Estas maniobras terminaron por provocar la caída en desgracia, la dimisión y, finalmente, la expulsión de la corte tanto de Susanne como de su esposo en 1664, retirándose ambos a las provincias, si bien su veto de la corte fue revocado por orden del rey por expreso deseo de su madre en 1666.